# Palaminy
Palaminy (en occitano Palamenic) es una población de Francia, en la región de Mediodía-Pirineos, departamento de Alto Garona, subprefectura de Muret, cantón de Cazères. Forma un municipio (commune) propio.

## Geografía
Palaminy se encuentra en la orilla izquierda del río Garona, a 59 km de Toulouse.
La evolución de la población ha sido desigual: 534 habitantes en 1968, 533 en 1975, 585 en 1982, 632 en 1990, 629 en 1999. El próximo censo se realizará en 2007. La población creció sustancialmente entre 1975 y 1990, pero antes y después permaneció estancada. Hay que señalar que el crecimiento vegetativo es negativo (-0,79% anual en los años 1990s) pero se compensa con el saldo migratorio (+0,74% para el mismo periodo). La natalidad ha caído del 12,5% anual en 1962-68 al 5,3% anual en 1990-99; mientras tanto la mortalidad solo ha descendido del 16,2% al 13,2%. El 7,5% de los habitantes censados en 1999 había nacido en el extranjero.

## Demografía
| 537 | 534 | 533 | 585 | 632 | 629 |
| Para los censos de 1962 a 1999 la población legal corresponde a la población sin duplicidades (Fuente: INSEE [Consultar]) |     |     |     |     |     |

## Administración y política
Con los resultados de las elecciones regionales y municipales de 2004, se observa que en Palaminy domina la izquierda (socialistas 50%, comunistas 9%, extrema izquierda 6%), mientras que la UDF obtiene del 19 al 24%, y el Frente Nacional del 10 al 15%.
El no obtuvo el 69,9% de los votos en el referendo sobre la Constitución Europea.

## Economía
En base al censo de 1999, la población activa se distribuye por sectores en: servicios 70,2%; industria 15,8%; construcción 8,8% y agricultura 5,3%.

## Historia
Aunque situada en un área poblada desde tiempos prehistóricos y en la Vía Aquitania (se han excavado los restos de una villa) de Toulouse a Saint Bertrand de Comminges, no fue hasta el siglo XIII que se fundó la población. Durante la Edad Media la zona se encontraba bajo la triple influencia de los condes de Toulouse, de Comminges y de Foix. En 1245, Roger d'Aspet, de la familia de los condes de Comminges, cedió sus derechos a Raimon VII de Toulouse. Hacia 1260, su yerno y sucesor, Alfonso de Poitiers, hizo construir en el lugar una bastide, que hizo amurallar. La villa fue dotada de libertades comunales de forma que hasta 1789 Palaminy designaba cada año dos cónsules para administrarse.
Gastón Fébus, conde de Foix, fue señor de Palaminy de 1349 a 1391. En sus tiempos el puente de madera sobre el Garona fue arrastrado por una crecida del río. El puente fue reparado y subsistió hasta 1692. Los cónsules solicitaron a Gastón Fébus que confirmara los privilegios locales, lo que hizo por escrito.
Durante las guerras de religión del siglo XVI, François de Tersac, barón de Montberaud y señor de Palaminy, fue uno de los jefes de la Liga en la región. En combinación con Catalina de Médicis organizó metódicamente la defensa. Tras la subida al trono de Enrique IV de Francia, Montberaud fue uno de los últimos en deponer las armas. Sin embargo Enrique IV, dentro de una política conciliadora hacia sus adversarios, le dotó con una pensión de 1.200 escudos y le admitió en la corte.
Un hijo de la villa Dominique-Louis Eimar de Palaminy, participó activamente en los Estados Generales en 1789. Fue designado por la senescalía de Toulouse secretario, después diputado suplente. Redactó un cuaderno de quejas reclamando la libertad de prensa, el voto por el parlamento del presupuesto anual, y la igual de todos ante los impuestos. En 1793, durante el Terror, fue arrestado, pero la petición de los habitantes de Laloubère hizo que fuera liberado de la prisión.